# Леньяцци, Хуан
Хуа́н Ленья́цци (исп. Juan Legnazzi, также встречаются варианты с ошибочным написанием его фамилии; род. 1893, Монтевидео — дата смерти неизвестна) — уругвайский футболист, выступавший на позиции вратаря. Наиболее известен по игре за «Пеньяроль» в 1920—1927 годах. В составе сборной Уругвая — чемпион Южной Америки 1920 года. Обладатель рекордной серии в любительскую эпоху чемпионата Уругвая по числу минут без пропущенных голов.

## Биография

### Клубная карьера
Первой командой Хуана Леньяцци был столичный «Чарли», основанный в 1914 году. Достоверно неизвестно, когда именно Леньяцци дебютировал за эту команду, которая в год своего основания выиграла дивизион Экстра (третий по уровню дивизион), а в 1916 году — дивизион Интермедиа, который на тот момент занимал второе место в иерархии дивизионов Уругвая. В 1917—1919 годах «Чарли» уже играл в уругвайской Примере, и как минимум в 1918—1919 годах Леньяцци защищал ворота этой команды. В 1919 году на чемпионате Южной Америки в результате полученной травмы трагически погиб вратарь «Пеньяроля» и национальной команды Роберто Чери. «Угольщикам» понадобилась замена, и в начале 1920 года клуб приобрёл Хуана Леньяцци.
Леньяцци был дозаявлен «Пеньяролем» за несколько часов до первой игры чемпионата Уругвая 1920 года против «Насьоналя». Дебют получился успешным — «чёрно-золотые» выиграли со счётом 1:0, и у Леньяцци началась рекордная серия — он не пропускал голов в свои ворота на протяжении 1282 минут в разных турнирах (14 полных матчей), в том числе 922 минуты (10 полных матчей) — в рамках чемпионата Уругвая. Этот показатель является рекордным в истории любительской эпохи уругвайских первенств. Серия продлилась до 29 августа. В 22 матчах вратарь пропустил только шесть мячей. Официальным рекордом для профессиональных чемпионатов Уругвая является достижение Ладислао Мазуркевича — 987 минут в 1968 году. Однако «Пеньяроль» занял только второе место в чемпионате, уступив первенство «Насьоналю».
В 1921 году Хуан Леньяцци выиграл с «Пеньяролем» свой первый чемпионат Уругвая. В 1922 году возник раскол в уругвайском футболе — помимо Уругвайской футбольной ассоциации (АУФ), признанной ФИФА, появилась Уругвайская футбольная федерация (ФУФ), которая в 1923—1924 годах проводила собственный чемпионат, а также формировала свою национальную сборную. «Пеньяроль» был в числе организаторов ФУФ. В 1923 году команда финишировала на втором месте (после «Уондерерс» в чемпионате ФУФ, а в 1924 году стала чемпионом).
Благодаря вмешательству президента Уругвая Хосе Серрато раскол постепенно удалось устранить. В 1925 году АУФ и ФУФ прекратили своё функционирование и начали процесс объединения — в стране не проводилось никаких турниров. В 1926 году был организован «объединительный» чемпионат, который выиграл «Пеньяроль». Таким образом, Хуан Леньяцци в третий раз стал чемпионом страны, однако последние два титула оспариваются «Насьоналем» и рядом клубов, которые выступали в период раскола только в турнирах АУФ.
В 1927 году Леньяцци продолжал оставаться вратарём «Пеньяроля», который занял второе место в чемпионате страны в том сезоне. Вместе с командой в апреле—июне 1927 года принял участие в турне по Европе.
О дальнейшей биографии Леньяцци, после 1928 года, данных нет.

### Выступления за сборную
Как и на клубном уровне, Леньяцци стал преемником Роберто Чери и в сборной Уругвая. Вратарь «Пеньяроля» дебютировал за национальную команду 18 июля 1920 года — на «Парке Сентраль» «селесте» в матче за Кубок Чести Уругвая обыграла Аргентину со счётом 2:0.
В сентябре того же года Леньяцци стал чемпионом Южной Америки, прошедшем в Чили. Вратарь «Пеньяроля» сыграл во всех трёх матчах своей команды.
Помимо семи матчей за официальную сборную Уругвая, проведённых в 1920—1923 годах, Хуан Леньяцци также сыграл две игры за «диссидентскую» сборную ФУФ в 1922—1923 годах.

## Достижения
Командные
- Чемпион Уругвая (3): 1921, 1924 (ФУФ), 1926
- Вице-чемпион Уругвая (6): 1920, 1923 (ФУФ), 1927
- / Обладатель Кубка Чести Уругвая (1): 1920
- Чемпион Южной Америки (1): 1920

Личные
- Рекордная серия без пропущенных голов в любительскую эпоху чемпионата Уругвая (1900—1931) — 922 минуты, 1920